# Flowgorithm (software mapa digital)
Flowgorithm es una herramienta de autor gráfico que permite a los usuarios que escriban y ejecuten los programas que utilizan diagrama de flujo. El abordaje es diseñado para poner de relieve el algoritmo mejor que la sintaxis de un lenguaje de programación concreto. El diagrama de flujo puede ser convertido en códigos escritos en varios lenguajes de programación importantes.

## El origen del nombre
El nombre es una composición de "flowchart" (diagrama de flujo)  y "algoritmo".

## Lenguajes de programación soportados
Flowgorithm puede generar interactivamente programas en los lenguajes de programación siguientes: mientras que el usuario está atravesando el programa paso a paso, el código apropiado se resalta.
- C++
- C#
- Delphi
- Java
- Javascript
- Lua
- Perl
- Python
- QBasic
- Ruby
- Swift 2
- Visual Basic for Applications
- Visual Basic .NET

## Soporte multilingüe
Al lado de inglés Flowgorithm soporta otros idiomas. Estos son:
- Chino (Simplificado)
- Checo
- Francés
- Gallego
- Alemán
- Húngaro
- Italiano
- Japonés
- Portugués
- Ruso
- Español - mexicano y castellano

## Formas gráficas
Flowgorithm combina los símbolos clásicos de los diagramas de flujos con aquellos utilizados por los esquemas SDL. El color de cada la forma es igual con el color del código generado asociado y de la ventana de consola. Los colores pueden ser configurados utilizando varios temas incorporados. 

## Ejemplo
La siguiente imagen presenta una solución para el problema denominado 99 Botellas de Cerveza. Una función se utiliza para retornar una cadena de caracteres que contiene la palabra "botella" (el singular) o "botellas" (el plural) dependiendo del valor del parámetro.